# GSC4735-654
GSC4735-654 — хімічно пекулярна зоря спектрального класу F0, що має видиму зоряну величину в смузі V приблизно  9,9.

## Пекулярний хімічний вміст
Зоряна атмосфера GSC4735-654 має підвищений вміст 
Eu
.